# Långtjärnen (Alfta socken, Hälsingland, 676950-150675)
Långtjärnen är en sjö i Ovanåkers kommun i Hälsingland och ingår i Testeboåns huvudavrinningsområde.